# 南端出版社
南端出版社（英語：South End Press）是一家以参与型经济模式运作的非營利組織图书出版商，由迈克尔·阿尔伯特在1977年成立于波士顿的南端社区。共同建立出版社的还有莉迪亚·萨金特、朱丽叶·肖尔等人。
该出版社出版的书籍均由政治活动家撰写，其中以阿蘭達蒂·羅伊、诺姆·乔姆斯基、Bell hooks、Winona LaDuke、Manning Marable、Ward Churchill 、Cherríe Moraga、Andrea Smith、霍华德·津恩、Jeremy Brecher和Scott Tucker的作品数量最多。南端出版社于2014年解散。